# Cúmulo del Trapecio
El cúmulo del Trapecio es un cúmulo abierto que se encuentra ubicado en el centro de la nebulosa de Orión, en la constelación del mismo nombre. Fue descubierto por Galileo Galilei. El 4 de febrero de 1617, Galileo dibujó tres de las estrellas (A, C y D), pero no hizo anotaciones sobre la nebulosa que las rodea. El cuarto componente (B) fue identificado por varios observadores en 1673, y varios componentes más fueron descubiertos más tarde, para un total de ocho en 1888. Posteriormente, varias de las estrellas fueron clasificadas como binarias. Con un telescopio de aficionado de 5 pulgadas (127 mm de apertura) se pueden observar las seis estrellas en momentos de buenas condiciones de observación.

## Identificación
Es muy fácil de identificar porque forma un asterismo de cuatro estrellas relativamente brillantes. Las cuatro son a menudo identificadas como A, B, C, D en orden creciente de ascensión recta. La estrella más brillante de las cuatro es C (Theta1 Orionis C), con una magnitud aparente de 5,13. Tanto A como B han sido identificadas como binarias eclipsantes.
Las imágenes infrarrojas del Trapecio son más capaces de penetrar las nubes de polvo, y se han localizado muchos más componentes estelares. Aproximadamente la mitad de las estrellas dentro de la agrupación se ha encontrado que contienen discos circunestelares en evaporación, lo que indica una hipótesis probable de formación planetaria. Además, enanas marrones y otras estrellas más han sido identificadas.
Las 6 estrellas principales del cúmulo nombradas A, B, C, D, E y F pueden resolverse en condiciones óptimas con pequeños telescopios de aficionado de incluso sólo 60 mm de apertura. La  magnitud aparente de cada una de las estrellas del cúmulo es:
A= +6,7 ~ +7,7 (binaria eclipsante de 65,43 días)
B = +7,9 ~ +8,6 (binaria eclipsante de 6,47 días)
C = +5,1
D = +6,7
E = +10,3
F = +11
Las  separaciones angulares aparentes en segundos de arco entre las estrellas del cúmulo, se pueden ver en el gráfico de abajo a la derecha.